# Hydroporus guernei
Hydroporus guernei är en skalbaggsart som beskrevs av Régimbart 1891. Hydroporus guernei ingår i släktet Hydroporus och familjen dykare. Inga underarter finns listade i Catalogue of Life.